# هوش مصنوعی ضعیف

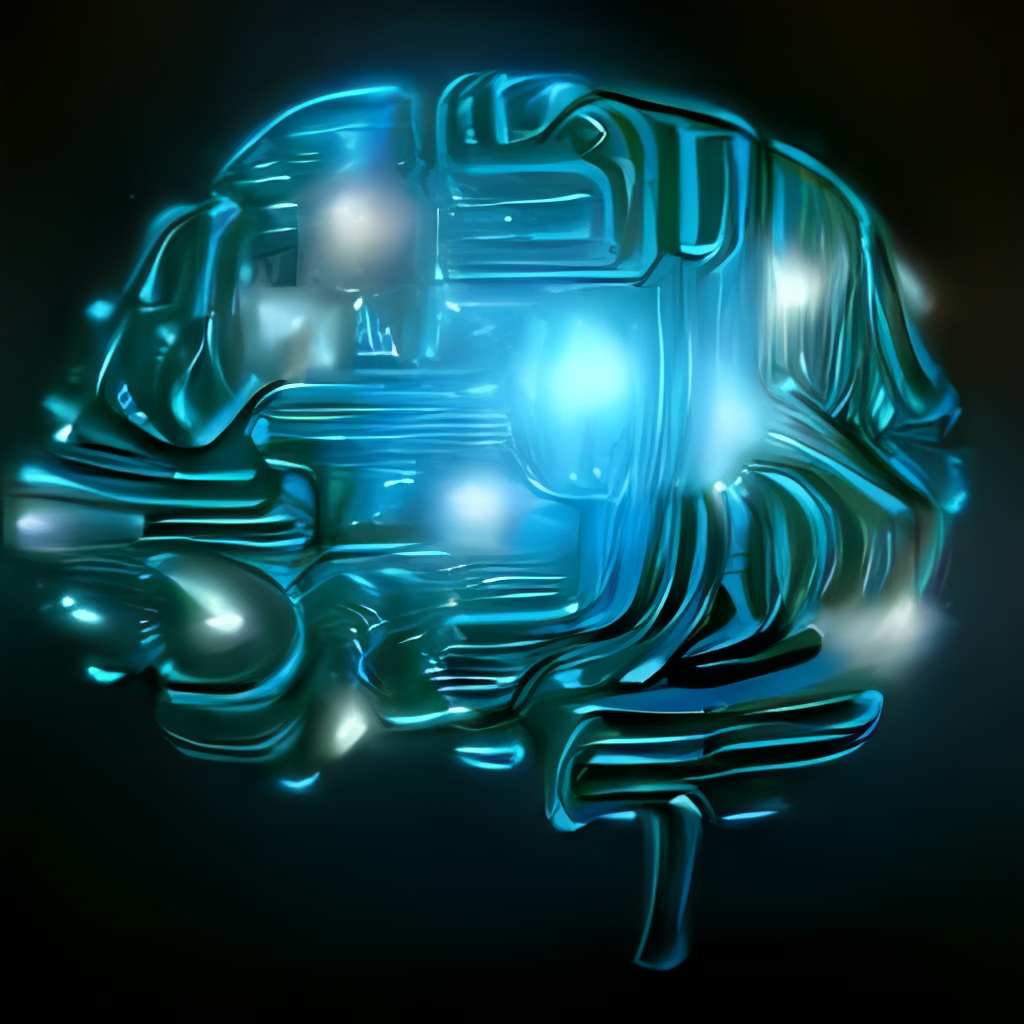
نماد شناخته شده هوش مصنوعی در دنیا

هوش مصنوعی ضعیف (به انگلیسی Weak Artificial Intelligence یا Weak AI) که با نام هوش مصنوعی محدود (به انگلیسی Narrow AI) نیز شناخته می‌شود، هوش مصنوعی ای است که روی یک وظیفه محدود تمرکز کرده‌است. هوش مصنوعی ضعیف در مقابل هوش مصنوعی قوی (به انگلیسی Strong AI) (که عبارتست از ماشینی دارای خودآگاهی، ادراک و ذهن) و هوش عمومی مصنوعی (به انگلیسی Artificial General Intelligence) (ماشینی با قابلیت به کاربردن هوشمندی برای هر مسئله ای بجای اینکه تنها روی یک مسئله خاص متمرکز باشد). همه سیستم‌های حال حاضر هوش مصنوعی در این دسته قرار می‌گیرند.
سیری یک مثال خوب از هوش مصنوعی ضعیف است چون در یک محدوده از پیش تعیین شده عمل می‌کند و هوشمندی حقیقی و خودآگاهی ندارد گرچه یک سیستم پیچیده دارای هوش مصنوعی ضعیف است. در سیری در عمل در یک محدود از پیش تعریف شده و محدوده وجود دارد.
تد گرینوالد (به انگلیسی Ted Greenwald) در سال ۲۰۱۱ در فوربس نوشت: «ترکیب سیری/آیفون نشان دهنده ظهور هوش مصنوعی هیبریدی است که چندین تکنیک هوش مصنوعی ضعیف را به همراه دسترسی عظیم به داده‌های ابری را با هم ترکیب می‌کنند.» بن گویرتزل، پژوهشگر هوش مصنوعی، دربارهٔ سیری در وبلاگش نوشته‌است: سیری یک نشانه «یک محدود و شکننده» به همراه نتایج آزار دهنده است اگر سوالاتی خارج از محدوده برنامه بپرسید.
برخی از مفسران بر این باورند که هوش مصنوعی ضعیف می‌تواند خطرناک باشد.